# Quidam
Quidam é um espetáculo produzido e realizado pelo Cirque du Soleil fundado no ano de 1996.

## Enredo
Quidam: um transeunte sem nome, uma figura solitária numa esquina da rua, uma pessoa a passar apressadamente. Podia ser qualquer um. Alguém a chegar, a partir, a viver na nossa sociedade anónima. Um elemento na multidão, um entre a maioria silenciosa. Aquele dentro de nós que grita, canta e sonha. É este o "quidam" que o Cirque du Soleil celebra.
Uma jovem enfurece-se; ela já viu tudo o que há para ver e o seu mundo perdeu todo o significado. A sua raiva despedaça o seu pequeno mundo e ela encontra-se no universo do Quidam. A ela junta-se um companheiro alegre, assim como outra personagem, mais misteriosa, que vai tentar seduzi-la com o maravilhoso, o inquietante e o aterrador.

## Atos
- German Wheel

Proveniente de um exercício alemão de ginástica, a roda alemã é elevada a um grau absolutamente inovador no espectáculo Quidam. Shayne transforma-se num raio humano enquanto roda, gira, rodopia e manobra a roda, executando saltos mortais e acrobacias que desafiam as leis da gravidade.
- Diabolos

O diablo, ou ioiô chinês, é uma brincadeira de crianças que os chineses elevaram a forma de arte. Quatro jovens artistas chinesas, cada um com dois paus ligados por um fio em que um carretel é atirado, equilibrado e manuseado de forma quase mágica, tentam superar-se uns aos outros neste espantoso jogo de destreza e talento. Este acto foi premiado com a Medalha de Ouro, na edição de 1995 do Festival do Cirque de Demain, em Paris.
- Aerial Contortion in Silk

Intensidade, força e graciosidade combinam-se à medida que Anna se torna una com a coluna de tecido vermelho que a suporta e embala. Ao som de uma música inesquecível, tecido e contorcionista entrelaçam-se, separam-se e voltam a unir-se. O tecido translúcido abraça ocasionalmente o corpo da artista, criando um efeito visual de impressionante beleza.
- Skipping Ropes

Lembra-se da alegria que sentia quando era criança a saltar à corda com os seus amigos? Retirando da dança, das acrobacias e da arte da manipulação a sua inspiração, o Cirque du Soleil transformou esta conhecida brincadeira de crianças num efeito coreográfico. À medida que as cordas marcam o ritmo, um grupo de 20 acrobatas, dotados de excepcional capacidade de coordenação e ritmo, executam uma corrente seguida, a solo, em duos ou em grupo, de saltos e dança.
- Aerial Hoops

Em arcos suspensos por cima do palco, os artistas giram e contorcem-se no ar, por vezes a solo, outras vezes em uníssono, realizando proezas incríveis com toda a graciosidade e destreza.
- Hand Balancing

Iluminada no palco, a silhueta graciosa da artista cativa, imediatamente, a imaginação. Apoiada e equilibrada sobre varas, a artista move-se elegantemente numa série de posições instáveis e de grau de complexidade sempre crescente.
- Spanish Webs

Quebrando a tradição, o Quidam apresenta a rede espanhola como um acto em grupo. Os artistas voam pelo palco, presos a um transportador, criado especialmente para este fim, a que se chamou teleférico. De repente, é como se o tempo parasse quando os acrobatas, alternadamente ou em grupo, mergulham no vazio, suspensos apenas pelas cordas enroladas às cinturas ou tornozelos.
- Manipulation

- Statue – Vis Versa

Sem nunca perderem contacto um com o outro, dois artistas fortes e flexíveis movem-se de uma forma quase imperceptível, assumindo posições que seriam impossíveis sem um extremo sentido de equilíbrio. Asa e Jerôme apelam à sua sensibilidade e poder de concentração na busca de uma perfeita harmonia. O acto, testemunho da beleza natural do corpo humano, permitiu-lhes ganhar um Palhaço de Prata, em 2000, no Festival Internacional de Circo de Monte Carlo.
- Cloud Swing

As técnicas do trapézio e da rede espanhola combinam-se no ímpar e audacioso Baloiço nas Nuvens. A artista lança-se numa série de arrojadas acrobacias que a fazem mergulhar e rodopiar bem acima do palco.
- Banquine

Proveniente da tradição acrobática italiana e com origem na Idade Média, o acto Banquine é uma exibição da espantosa agilidade do corpo humano. Quinze artistas realizam sequências de acrobacias e pirâmides humanas espectaculares, surpreendendo o público com os seus movimentos perfeitamente sincronizados. Este acto absolutamente impressionante foi premiado com um Palhaço de Ouro, na edição de 1999 do Festival Internacional de Circo Monte Carlo.

## Personagens
- Aviador

Aviador tem asas esqueléticas mas ainda não parece estar pronto para voar. Talvez não saiba que tem asas. Talvez saiba que tem asas, mas não consiga voar. Talvez, como Ícaro, tenha tentado e falhado. Ou talvez só queira fugir deste mundo e dos seus problemas. 
- Boum-Boum

Boum-Boum é agressivo e psicologicamente forte. É um solitário, pois apenas o seu corpo sobrevive porque a sua alma recusa-se a deixá-lo. 
- John

Com o seu trágico penteado, John é uma espécie de senhor dos anéis. Embora estranho, consegue ser encantador: em parte uma personagem de televisão, em parte um professor substituto com o seu próprio plano de uma lição de traição, um circum-navegador numa viagem misteriosa.
- O Alvo

A graciosidade em movimento, o Alvo escolhe viver num espaço vazio, presente e ausente em simultâneo, tornando-se durante algum tempo companheiro da menina perdida.
- O Palhaço

Mark traz-nos uma visão contemporânea do que é um palhaço. Com números subversivos e irreverentes, em que a audiência participa, Mark conta a sua própria história, trazendo ao Quidam a alegria, o burlesco e a linguagem livre de um palhaço. Este mundo colorido, impetuoso e louco recorda-nos que o circo é, eternamente, um espectáculo universal.
- Zoë (criança)

Zoe é uma pequena menina. Ela está aborrecida mas curiosa, e anseia por diversão e entusiasmo, acredita que está tudo fora do seu alcançe. Quando seus pais a ignoram, ela os levanta no ar por dois minutos ou três.

## Criadores
Guy Laliberté - Guia e Fundador 
Franco Dragone - Director 
Gilles Ste-Croix - Director Criativo 
Michel Crête - Cenógrafo 
Dominique Lemieux - Guarda-roupa 
Benoit Jutras - Director Musical e Compositor 
Debra Brown - Coreógrafa 
Luc Lafortune – Desenho de luz 
François Bergeron – Desenho de Som 

## Músicas
- Chefe da Banda, Teclas: Jim Bevan
- Guitarra: Sébastien Thériault
- Violoncelo: Josée Campeau
- Bateria: Daniel Gullaci
- Saxofone, Teclado:Hammadi Bauard
- Violino:Sébastien Savard
- Cantores:Dalyane Dumas, Ella Bangs, Jamieson Linderburg

1. Atmadja (Opening)
2. Incantation (German Wheel)
3. Marelle (Interlude)
4. Rivage (Former Manipulation, now Juggling in rotation)
5. Zydeko (Skipping Ropes)
6. Let Me Fall (Aerial Contortion in Silk)
7. Innocence (Skipping Ropes)
8. Carrousel (Interlude)
9. Steel Dream (Former Handbalancing on Canes,não mais performado)
10. Séisouso (Aerial Hoops)
11. Réveil (Statue – Vis Versa)
12. Quidam (Finale)

Faixas adicionais (Por Audrey Brisson-Jutras, Richard Price, Amsterdã 1999):
- - Misère (Banquine)
  - Enfants d'Acier (Diabolos)